# Greix de la llet
El greix de la llet o greix làctic és el nom amb què es coneixen els greixos dietètics que contenen els productes lactis com la mateixa llet de bestiar, la mantega, el iogurt o el formatge. Es tracta d’un valor nutricional que, a partir de la llet bovina presa com a referència acadèmica i industrial, conté fins a un 99% dels anomenats lípids neutres, la gran majoria triglicèrids.
D’entre aquests triglicèrids, que es poden esterificar en diglicèrids o alguns monoglicèrids, esterols i àcids lliures, hi ha fins a 400 tipus d’àcids grassos diferents —la composició més variada de tots els greixos alimentaris que es coneixen.
L'instrument de mesura del greix de la llet és el butiròmetre i la seva anàlisi és cabdal per a la comercialització dins dels marcs de consum legal de la majoria de derivats lactis. També és una mesura comparativa de les propietats nutricionals, organolèptiques i de la salut pública (com ara la prevenció del colesterol «dolent» o els criteris en llets maternitzades) entre diferents llets animals i el ventall divers i creixent de begudes vegetals.

## Importància en la indústria làctica

### Greix làctic en la llet
La taxa de greix làctic és un paràmetre clau en la producció ramadera i alimentària, atès que defineix el preu de la llet i de diversos dels seus derivats en molts indrets. A més a més, involucra factors del règim nutricional dels remugants, perquè la síntesi metabòlica de la llet rau en l'àcid acètic, l'àcid butanoic i també l'àcid propanoic generats per fermentació al rumen i al tracte digestiu. Per tant, el farratge del bestiar gros o cabrú, amb el període estacional i la lactància, esdevenen aspectes crítics i poden provocar que els àcids grassos de cadena curta, cabdals en el sabor de la llet, s'alliberin i l'enranceixin.

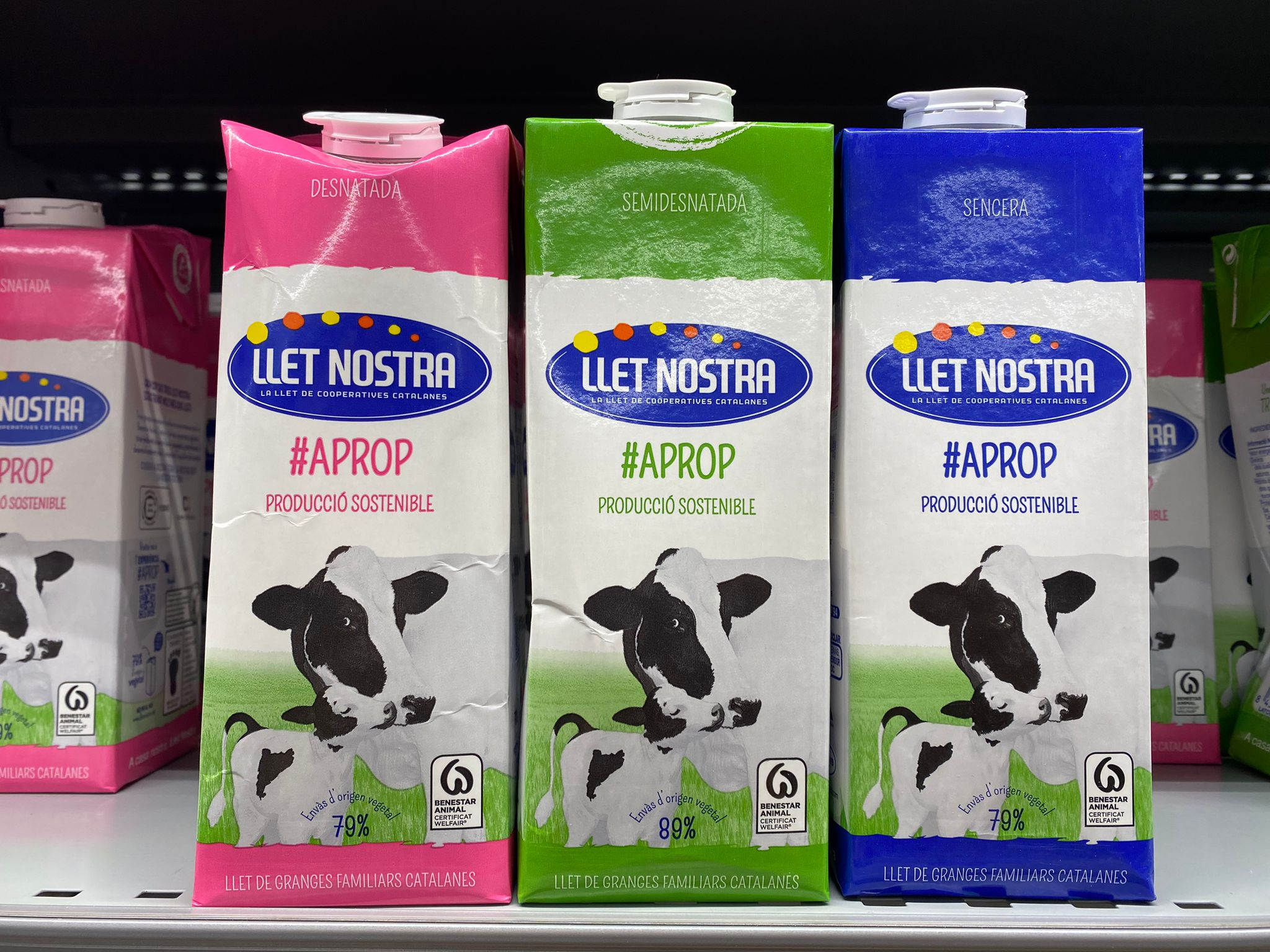
Tipus de llet (sencera, semidescremada i descremada) segons el contingut en percentatge de greix làctic.

La quota de producció làctica, de fet, s'expressa per mitjà de fórmules de càlcul a partir de la generació de llet estàndard al 4% de greix. En l’anàlisi de la qualitat làctica, s'anomena extracte sec magre al càlcul resultat de restar el greix de la llet a la matèria seca de la llet. És a dir, la suma de minerals, lactosa i proteïnes excloent-ne la matèria grassa.
La legislació de la Unió Europea defineix que la llet sencera sempre contindrà entre un 3,5% i un 4% de greix làctic, amb permissivitat a cada estat membre perquè defineixi lliurement si vol atorgar un nom concret a aquella llet que presenti més d'un 4% de greix de la llet. En segon terme, la llet semidescremada (o semidesnatada) és aquella que, després d'un tractament tèrmic, tingui entre un 1,5% i un 1,8% de massa de greix per massa de llet. I, en darrer lloc, la llet descremada no podrà excedir el 0,50% de greix làctic.

### Greix làctic en la mantega
Els estàndards legals als mercats de la UE també determinen uns requisits molt concrets pels productes que s'utilitzen per untar i que romanen sòlids a 20 graus Celsius i que tenen una proporció massiva d'entre el 10% i el 90% de greix làctic, vegetal o d'altra índole animal: les mantegues.
En el cas de la mantega animal, el contingut de greix de la llet és també el factor limitant a l'hora de poder comercialitzar-se amb el nom pròpiament dit de «mantega». El producte final ha de tenir un percentatge de greix làctic pel cap baix del 80% i de menys del 90%, un contingut màxim d'aigua del 16% i un contingut màxim de sòlids de la llet sense greix del 2%. Els greixos un amb un contingut baix de greix de llet es coneixen com a mantega de tres quarts (60-62% de greix làctic), semimantega (39-41%) o matèria grassa làctica per a untar del X%.

## Diferències respecte d'altres llets animals i begudes vegetals
Amb la irrupció de les alternatives veganes a la llet animal, des de les darreries del segle xx ençà han sorgit diversos tipus de begudes vegetals —legislativament, no comercialitzables com a «llet». A banda de diferències molt significatives en el seu contingut proteic, de calci, de vitamina B12 o de fibra, la presència de greix també és molt divergent entre elles.
Pel que fa al conjunt de les llets animals, també varien sensiblement en quantitat de lípids i la seva composició. Les del bestiar no remugant (com la llet d'euga o de burra) són força menys greixoses, mentre que la llet de búfala, la llet d'ovella o la del camell ho són sensiblement més.

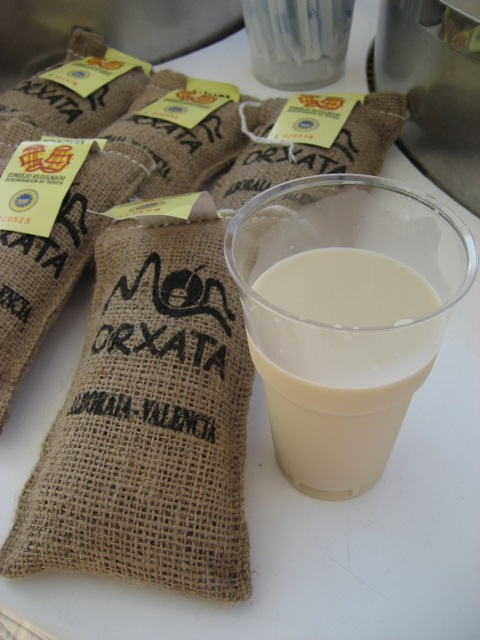
L'orxata té un contingut d'àcids grassos majoritàriament monoinsaturats, bona part del qual són àcids oleics.

Quant a les vegetals i en termes quantitatius, la llet de cànem (33 g·kg–1) és la que conté una proporció de greixos més similar a la llet de vaca (35 g·kg–1). En contrast, les llets d'espelta, de civada, de coco i d'arròs en tenen menys de la meitat, entre 10 i 14 g·kg–1. Tanmateix, l'única beguda que aporta uns àcids grassos de cadena curta i també alguns triglicèrids de cadena mitjana, comparables amb la llet bovina, és la de coco. La resta de llets vegetals presenten gairebé exclusivament àcids grassos de cadena llarga i de tipus monoinstaturat i poliinsaturat, amb grans continguts d'omega-6. La llet de coco també és, emperò, la que conté més àcids grassos saturats.
| Tipus de llet                    | Energia (mitjana, kcal·kg–1) | Greixos (mitjana, g·kg–1) |
| -------------------------------- | ---------------------------- | ------------------------- |
| Llet d'ametlla                   | 328                          | 25,6                      |
| Llet d'anacard                   | 415                          | 27,6                      |
| Llet de coco                     | 230                          | 10,2                      |
| Llet de vaca (UHT sencera, 3,5%) | 655                          | 35,4                      |
| Llet de cabra                    | 700                          | 40                        |
| Llet d'ovella                    | 967                          | 62,6                      |
| Llet de cànem                    | 310                          | 32,6                      |
| Llet de civada                   | 415                          | 14,5                      |
| Llet d'arròs                     | 546                          | 12,6                      |
| Llet de soja                     | 416                          | 20,6                      |
| Llet d'espelta                   | 420                          | 12,2                      |
| Orxata                           | 970                          | 27                        |